# Роберт Бернз
Ро́берт Бернс (також Роберт Бернс; англ. Robert Burns; 25 січня 1759, Алловей, Графство Ер — 21 липня 1796) — шотландський поет напрямку романтизму. Серед його найвідоміших творів — вірш «Чесна бідність» (1795).

## Життєпис

### Дитинство
Народився у 1759 році в сім'ї фермера Вільяма Бернса. Роберт та його брат Гілберт два роки ходили до школи. У 1765 році батько взяв у оренду ферму Маунт Оліфант, і Роберт з 10 років наймитував як дорослий працівник, недоїдав і перенапружував серце. Він читав все, що потрапляло під руку, — від копійчаних брошур до Вільяма Шекспіра і Джона Мілтона. Попри те, що у школі він чув лише англійську мову, від «старої обслуги і з тих же брошур призвичаївся до мови шотландських балад, пісень і казок».
У 1777 році батько перебрався до ферми Лохли біля Тарболтона, й у Роберта почалося нове життя. У Тарболтоні знайшов собі компанію до душі й незабаром став верховодою.
У 1780 році Бернз та друзі організували веселий Клуб холостяків, а 1781 року він вступив до масонської ложі. 13 лютого 1784 року батько помер, і за ті гроші, які лишилися після нього, Роберт і Гілберт перевезли сім'ю до ферми Мосгіл біля Мохліна. Ще раніше, в 1783 році, Роберт почав нотувати у зошит свої юнацькі вірші та досить пишномовну прозу. Зв'язок зі служницею Бетті Пейтон призвів до появи на світ його доньки 22 травня 1785 року. Місцеві клірики наклали на Бернза єпітимію за блудодійство.

### Початок творчої кар'єри та стрімкий зліт
На початку 1788 року Бернс відкрив собі поезію Роберта Фергюссона і зрозумів, що шотландська мова зовсім не варварський і відмираючий діалект і може передати будь-який поетичний відтінок — від солоної сатири до ліричних захоплень. Він розвинув традиції Фергюссона, особливо у жанрі афористичної епіграми. До 1785 року Бернз уже надбав популярність як автор яскравих дружніх послань, драматичних монологів і сатир.
У 1785 році Бернс полюбив Джин Армор (роки життя — 1765—1834), дочку мохлінського підрядника Дж. Арма. Бернс видав їй письмове «зобов'язання» — документ, який за шотландськім правом, засвідчував фактичний, хоч і незаконний шлюб. Проте репутація у Бернза була такою поганою, що Армор порвав «зобов'язання» у квітні 1786 року і відмовився взяти поета в зяті.
Після такого приниження Бернс вирішив емігрувати на Ямайку. Неправда, що він видав свої вірші, щоб заробити грошей на дорогу, — думка про це видання прийшла до нього пізніше. Надруковані в Кілмарноку вірші переважно на шотландському діалекті (англ. Poems, Chiefly in the Scottish Dialect) надійшли у продаж 1 серпня 1786 року. Половина накладу в 600 примірників розійшлася передплатою, решта було продано протягом кількох тижнів. Слава прийшла до Бернза майже відразу. Знатні добродії розкрили йому двері своїх маєтків. Армор відмовився від позову, від Бетті Пейтон відкупилися 20 фунтами. 3 вересня 1786 року Джин народила двійню.
Місцева знать радила Бернсові забути про еміграцію, поїхати до Единбургу й оголосити загальнонаціональну підписку. Він прибув до столиці 29 листопада 1786 року та за сприяння Дж. Канінґема та інших уклав 14 грудня договір з видавцем У. Крічем. У зимовий сезон Бернс був нарозхват у світському суспільстві. Йому були підвладні «Каледонські мисливці», члени впливового клубу для обраних; на зборах Великої масонської ложі Шотландії його проголосили «Бардом Каледонії». Единбурзьке видання віршів (вийшло 21 квітня 1787 року) зібрало понад три тисячі передплатників і дало Бернзові приблизно 500 фунтів.
Перед від'їздом з Единбурга у травні Бернз познайомився з Джеймсом Джонсоном, напівписьменним гравером і фанатичним любителем шотландської музики, який незадовго перед цим видав перший випуск «Шотландського музичного музея» (англ. The Scots Musical Museum). З осені 1787 року на все життя Бернз фактично й був редактором цієї книжки: збирав тексти й мелодії, доповнював збережені уривки строфами свого авторства, втрачені чи непристойні тексти замінював своїми.

### Державна служба
Бернз з тріумфом повернувся до Мохліна 8 липня 1787 року. Пів року слави не запаморочили йому голову, проте змінили ставлення у його селі. В Арморі радо його прийняли, і він відновив відносини з Джин Армор. Проте у нього народилася дочка від единбурзької служниці, тому він знову вирушив до Единбурга.
Там він 4 грудня познайомився з освіченою одруженою дамою Агнес Креґ М'Лехуз. Три дні потому він вивихнув коліно і, прикутий до ліжка, затіяв із «Клариндою», як вона себе називала, любовне листування. Вивих мав пізніше і суттєвіші наслідки. Лікар Бернза, обізнаний із Комісаром по акцизу в Шотландії Р. Гремом, дізнавшись про бажання поета служити в акцизі, звернувся безпосередньо до Грема, той дозволив Бернзові пройти належне навчання. Поет пройшов його навесні 1788 року в Мохліні і Тарболтоні й 14 липня отримав диплом. Перспектива альтернативного джерела заробітку надала йому сміливості підписати 18 березня контракт на оренду ферми Елісленд.
Дізнавшись, що Джин Армор знову завагітніла, батьки вигнали її із дому. Бернз повернувся до Мохліна 23 лютого 1788 року, судячи з усього, відразу визнав Джин Армор своєю дружиною, хоча оприлюднення відбулося лише у травні, а церковний суд затвердив їх шлюб лише 5 серпня. 3 березня Джин народила двох дівчаток, які померли. 11 червня Бернз почав працювати на фермі.

### Останні роки життя
З кожним роком дедалі розгорялися пристрасті навколо Великої французької революції, яку Бернз прийняв охоче. Пішли розслідування щодо лояльності державних службовців. У грудні 1792 року на Бернза накопичилося стільки доносів, що у Дамфріс, нове поселення Бернза, прибув Головний акцизний Вільям Корбет, щоб особисто проводити слідство. Старання Корбета і Грема скінчилося тим, що Бернза зобов'язали не базікати зайвого. Його мали намір просувати службовими щаблями, але в 1795 році він почав різко втрачати здоров'я: ревматизм прогресував, породжені цією хворобою набуті вади серця призвели до декомпенсації серцевої діяльності, через що Бернз помер 21 липня 1796 року. Його могила (мавзолей) — на кладовищі біля церкви св. Михайла. Тут же в 1834 р. була похована дружина поета Джин Армор. Через своїх 12 дітей Бернз мав на 2012 рік понад 600 нащадків.

## Українські митці про творчість Бернза
Творчість Бернза високо оцінювали Тарас Шевченко (називав його «поетом народнім і великим»), Іван Франко (проводив паралель між Шевченком і Бернзом), Леся Українка (радила братові Михайлові включити твори до антології найкращих зразків світової поезії українською мовою), Павло Грабовський (у листах до І. Франка із заслання писав, що пісні Бернза «щиро народолюбні…»). Українською мовою твори поета з'явилися у 70-х рр. XIX століття — у перекладах І. Франка, П. Грабовського та інших. Пізніше твори Бернза перекладали В. Мисик, М. Лукаш, С. Голованівський, В. Колодій тощо. Микола Бажан написав вірш «Спомин про Бернса».

## Вшанування

П'ятифунтова банкнота із зображенням пам'ятника Роберту Бернзу

У 2007 році Банк Шотландії випустив банкноти, присвячені Шотландії. На зворотній стороні банкноти номіналом 5 фунтів стерлінгів зображено пам'ятник Роберту Бернзу та міст Brig O'Doon біля села Алловей в Ерширі.
На честь Роберта Бернза названо астероїд головного поясу 5739 Робертбернс.

## Українські переклади
- [Вірші]. У кн: Грабовський П. Твори, т. 2. К., 1959.
- Бернз, Роберт. Поезії / З англ. переклав Василь Мисик, Микола Лукаш // 1959. — Ж. Всесвіт. — Ч. 1.
- Поезії. / пер. з англ. М. Лукаш, В. Мисик. — К.: Видавництво художньої літератури Дніпро, 1965. — 206 с.[3]
- Укр. перекл. — [Вірші]. У кн: Франко І. Зібрання творів, т. 12. — К., 1978.
- Бернз, Роберт. Поезії / З англ. переклав Василь Мисик//1978. — Ж. Всесвіт. — Ч. 11.
- Бернз, Роберт. Джон Ячмінний Колосок: Вірш / З англ. переспівав Сава Голованівський // 1979. — Ж. Всесвіт. — Ч. 6.
- [Вірші]. У кн.: Голованівський С. Твори, т. 1. — К., 1981.
- [Вірші]. У кн.: Співець. — К., 1982.
- [Вірші]. У кн.: Мисик В. Твори, т. 2. — К., 1983.
- [Вірші]. У кн.: Колодій В. Братерство. — Львів, 1985.
- Бернз, Роберт. Епіграми / З англ. переклав Сергій Борщевський // 1986. — Ж. Всесвіт. — Ч. 9.
- Бернз, Роберт. Фіндлей: Вірш / З англ. переклав Василь Мисик // 1987. — Ж. Всесвіт. — Ч. 7.
- Роберт Бернз. Вибране. / Упор. П. Кормило, Г. Дика. — К.: Богдана, 2010. — 296 с. (укр. англ.).
- Роберт Бернз. Моя любов. Переклали з англійської Микола Лукаш та Василь Мисик. — Львів: Піраміда, 2014. — 416 с.
- Твори Роберта Бернза в перекладі українською
- Вірші Бернза в перекладах Миколи Лукаша і Василя Мисика
- Мар'яна Хмарка, переклад балади «John Barley-corn» — надруковано у хрестоматії «Ячмінне Зерно» // Хрестоматія з історії західних літератур за редакцією О. Білецького та М. Плевака.– Харків–Одеса, 1931. — Т. ІІІ: Література XVII—XVIII ст. доби абсолютної монархії та буржуазних революційних рухів. — 650 с. — С. 236—237.